# Walter Passian
Walter Passian (* 22. Juli 1949 in Kassel; † 28. März 2017 in Worms) war ein deutscher Schriftsteller und Dramatiker, der in Worms lebte und arbeitete.

## Leben
Walter Passian wuchs zunächst in Kassel auf. Seine berufliche Tätigkeit als gelernter Kartograph bei der Deutschen (Bundes)Bahn führte ihn über Frankfurt am Main in die rheinland-pfälzische Metropole Mainz. 1984 zog Passian allerdings nach Worms, wo er bis zu seinem Tod lebte. Grund hierfür war vor allem sein Engagement für das Amateur- und Laientheater Volksbühne Worms. Nachdem er zu Beginn dort zunächst in kleineren Rollen zu sehen war, spielte sich Passian mehr und mehr in die Herzen der Wormser Fans. Eine seiner Paraderollen ist die herausragende Darstellung des George Clarks in der Komödie von Ray Cooney „Bleib doch zum Frühstück“ aus dem Jahre 1985.
Neben einigen Regiearbeiten versuchte sich Passian zunächst mit dem Schreiben von Bühnenstücken. Anschließend begann er Kindermärchen für die Weihnachtsspiele der Volksbühne Worms erfolgreich zu dramatisieren. Er produzierte darüber hinaus in den 1990er Jahren die Singspiele bzw. Musicals "Bühnenträume" (1996) und "Tandaradei" (1997) für die Musicaltage Eich – organisiert von der Verbandsgemeinde Eich. Für die musikalische Umsetzung konnte er hierfür den Musiker und Komponisten Alexander Talmon gewinnen. Daneben entstanden auch einige Kabarettprogramme für die Volksbühne Worms. Schwerpunkt seiner dramaturgischen Arbeiten waren weiterhin Komödien (u. a. Das singende Telegramm). Viele seiner Stücke sind Pfälzer Mundart im Theater Hemshofschachtel in Ludwigshafen mit großem Erfolg aufgeführt worden.
Seinen ersten Kriminalroman "Mord am Geiersberg" veröffentlichte Passian im Dezember 2000. Fünf weitere wurden alle unter dem Label "Der Reinhessen-Krimi" publiziert. Walter Passian ist mehr denn je schriftstellerisch tätig, gelegentlich sieht man ihn jedoch auch auf der Bühne. Darüber hinaus ist er vor allem als künstlerischer Leiter der Volksbühne Worms erfolgreich tätig.
2006 veröffentlichte der Worms Verlag seine Dokumentation über das Städtische Spiel- und Festhaus Worms. Seitdem erschien sein Kurzgeschichtenband: "Passians Nachtwelten" (2007), der letzte Rheinhessen-Krimi: "Fischerstechen" (2009) und 2012 der Kurzgeschichtenband "Rheinhessische Kurzgeschichten" mit Hartmut Keil.
Im gleichen Jahr bearbeitete er mit Dorota Wojsyk Ephraim Kishons "Es war die Lerche" für die Volksbühne Worms. Zurzeit bereitet er einen Lese-Abend mit dem Briefwechsel zwischen Friedrich Nietzsche und Richard und Cosima Wagner unter dem Titel "Geliebter Meister" vor.
Walter Passian ist am 28. März 2017 gestorben.

## Bühnenstücke

### Musicals
- Bühnenträume (Musik: Alexander Talmon), Worms/Ingelheim 1996
- Tandaradei (Musik: Alexander Talmon), Worms/Ingelheim 1997
- Adam und Evas (Musik: Alexander Talmon), Worms/Ingelheim 1999

### Kabarettprogramm
- Ein Tritt frei (Musik: Alexander Talmon), Volksbühne Worms 1985
- Wir sind ein Volk und was für zwei, Volksbühne Worms 1990
- Traumfrauen (Musik: Alexander Talmon), Volksbühne Worms 1991
- Dracula ante portas (Musik: Alexander Talmon), Volksbühne Worms 1992

### Märchenadaptionen
- Schneeweißchen und Rosenrot (Musik: Alexander Talmon), Worms 1992
- Schneewittchen (Musik: Alexander Talmon), Worms 1994
- Frau Holle (Musik: Alexander Talmon), Worms 1999
- Die Bremer Stadtmusikanten (Musik: Alexander Talmon), Worms 1998 und 2011
- Schneewittchen II, Worms 2002

### Komödien
- Das singende Telegramm, Volksbühne Worms 2002
- Kopf hoch, Brust raus, Theater Hemshofschachtel in Ludwigshafen
- Hemshof Express, Theater Hemshofschachtel in Ludwigshafen
- Der Hemshofvampir (Musik: Alexander Talmon), Theater Hemshofschachtel in Ludwigshafen
- Kennste einen, kennste alle, Theater Hemshofschachtel in Ludwigshafen
- Der Pfälzer Wahnsinn, Theater Hemshofschachtel in Ludwigshafen
- Ein Mann für die Lotte, Theater Hemshofschachtel in Ludwigshafen
- Anna und das große Los, Theater Hemshofschachtel in Ludwigshafen
- Bearbeitung von Es war die Lerche von E. Kishon für Volksbühne Worms

## Romane
- Mord am Geiersberg, Hamm/Rheinhessen, 2000
- Tief im Rhein ... , Hamm/Rheinhessen, 2001
- Höhlengesänge, Hamm/Rheinhessen, 2002
- Die Mörder vom Kellerweg, Hamm/Rheinhessen, 2005
- Endstation Mäuseturm, Hamm/Rheinhessen, 2006
- Passians Nachtwelten. Alb- und andere Traumgeschichten, Hamm/Rheinhessen, 2007
- Fischerstechen, Hamm/Rheinhessen, 2009